# Nationaal-Socialistische Beweging

Parteifahne der NSB

Die Nationaal-Socialistische Beweging in Nederland (NSB) war in der Zeit von 1931 bis 1945 eine zunächst faschistische, später nationalsozialistische Partei in den Niederlanden. Die NSB hatte nur geringen Erfolg. Obwohl die NSB zwischen 1933 und 1935 ihre Mitgliederzahl bedeutend erhöhte, erzielte die Partei bei den Wahlen zu den Provinzialstaaten mit 7,9 % der Stimmen ihren größten Wahlerfolg. Zwei Jahre später, bei den niederländischen Parlamentswahlen, war dieser Prozentsatz fast um die Hälfte gesunken (4,2 %) und die NSB hatte ihren Zenit bereits überschritten. Nach der Besetzung der Niederlande durch die Wehrmacht (Westfeldzug) war die NSB die einzige zugelassene Partei.

## Parteigeschichte

### 1931–1940
Die Nationaal-Socialistische Beweging (NSB) wurde am 14. Dezember 1931 von Anton Adriaan Mussert und Cornelis van Geelkerken in Utrecht gegründet. Das Parteiprogramm entsprach in weiten Teilen fast wortgetreu dem Parteiprogramm der NSDAP. Dennoch unterschied sich die NSB zunächst in wesentlichen Bereichen von der Ideologie Hitlers. Ebenso wie anfangs auch Mussolini, lehnte Mussert Hitlers Rassismus und Antisemitismus ab. Des Weiteren plante Mussert ein groß-niederländisches Reich, was den späteren Plänen Hitlers nach der Schaffung eines groß-germanischen Reiches entgegenstand. Dunkelhäutige und Juden durften Mitglied der NSB werden. Der NSB gelang ein schneller Aufstieg. Zählte sie 1933 nur 1.000 Mitglieder, waren es 1936 bereits 52.000. Bei den Wahlen der Provinciale Staten im April 1935 erreichte die NSB 7,94 % der Stimmen und gewann bei der Wahl der Ersten Kammer der Generalstaaten im Juli 1935 zwei der zu vergebenden 25 Sitze.
In der Nähe von Lunteren erwarb die NSB ein 16 Hektar großes Grundstück auf dem Goudsberg und errichtete dort ein Nationaal Tehuis (deutsch: „Nationales Zuhause“) genanntes Gelände für Massenveranstaltungen (vergleichbar mit dem – wesentlich größeren – Reichsparteitagsgelände in Nürnberg). Zwischen 1936 und 1940 fanden dort insgesamt 6 große Parteiversammlungen (Hagespraken) statt. 
Musserts Rolle als leider („Leiter/Führer“) der Partei war aber umstritten. Aufgrund der Erfolge Hitlers wuchs die Deutschfreundlichkeit in der Partei, die Mussert immer weiter in die Richtung von Hitlers Antisemitismus trieb. Die innerparteiliche Spaltung zwischen den deutschfreundlichen, völkischen (volksen) Mitgliedern unter der Führung von Meinoud Rost van Tonningen und den Anhängern um Mussert (staatschen) führte zur Schwächung der Partei, die bei den Wahlen zu den Provinciale Staten vom 19. April 1939 nur noch 3,89 % erreichte. Daraufhin näherte sich Mussert immer weiter Hitler an, was die Niederländer noch weiter von der NSB entfremden sollte.

### 1940–1945

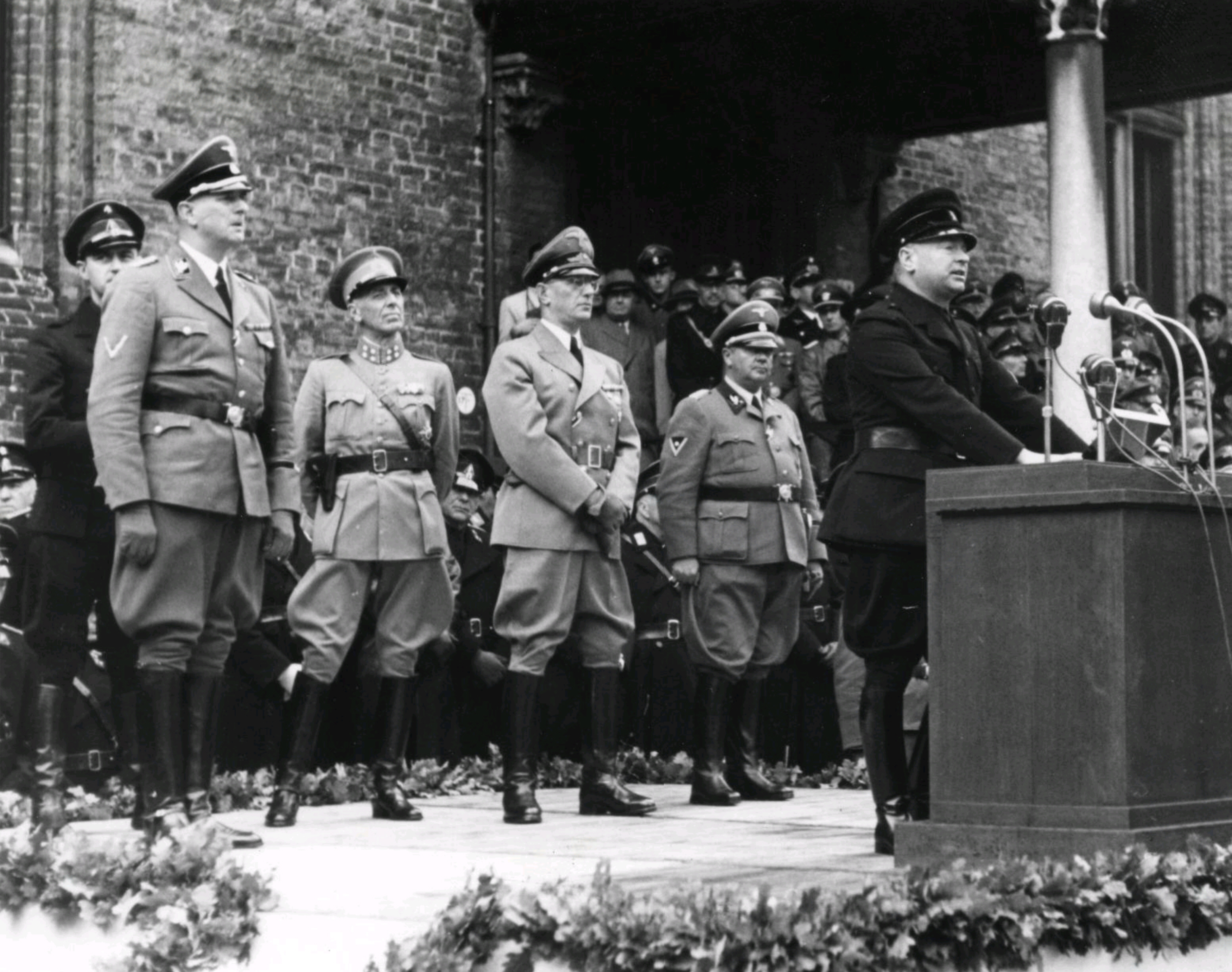
Hanns Albin Rauter, Hendrik Alexander Seyffardt (NSB), Reichskommissar Seyß-Inquart, Wilhelm Harster und Anton Mussert (NSB), 11. Oktober 1941

Nach dem Einmarsch der deutschen Wehrmacht in die Niederlande am 10. Mai 1940 verbot Mussert seinen Anhängern jede aktive Unterstützung der Invasoren. Am 22. Juni 1940 erklärte er bei einer Veranstaltung in Lunteren, dass die NSB das Machtvakuum füllen müsse und alle Niederländer hinter der NSB stehen sollten, weil dies die Unabhängigkeit des Landes garantieren könne. Hitler hielt wenig von der NSB und noch weniger von Mussert. Jedoch war Mussert der Besatzungsmacht von einem gewissen Nutzen, da sein Beharren auf einer gewissen Unabhängigkeit verbunden mit der Kollaboration der NSB einen Zulauf auf 100.000 Mitglieder verschafft hatte. Ein Fortbestehen der Unabhängigkeit der Niederlande war aber seitens Hitler im späteren Kriegsverlauf nicht mehr vorgesehen. Vielmehr sollten die Niederlande zusammen mit dem flämischen Teil von Belgien in den „großgermanischen Raum“ einbezogen werden.
Am 11. September 1940 entstand innerhalb der NSB die Niederländische SS als Teil der sogenannten Germanischen SS innerhalb der deutschen SS, in welche den Mitgliedern der NSB der Eintritt nahegelegt wurde. Etwa 50.000 Niederländer kamen diesem Ruf nach.

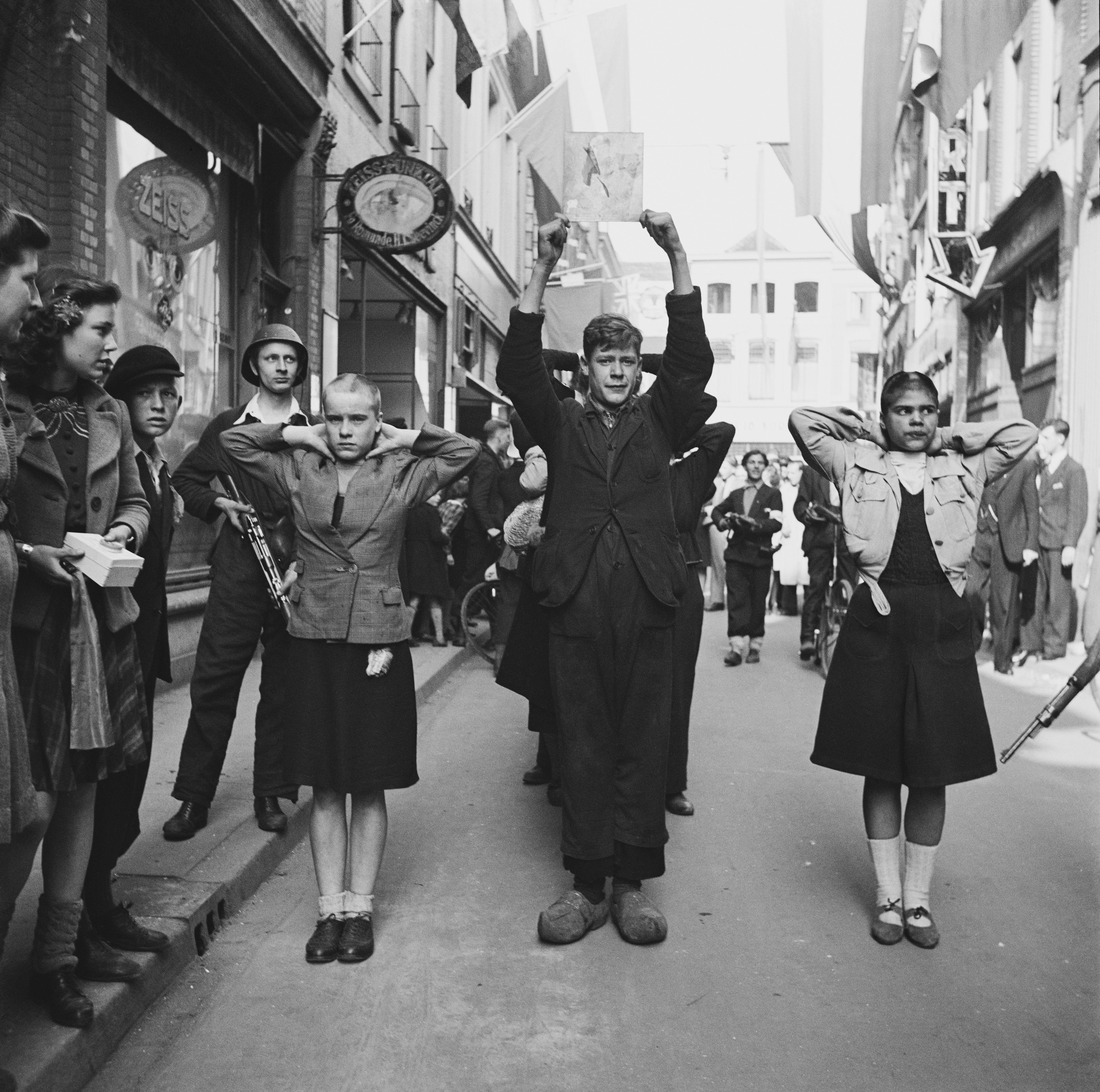
Festgenommene NSB-Mitglieder und kahlgeschorene Moffenmeiden, 11. April 1945

Nach der Auflösung der bürgerlichen Parteien in der Mitte des Jahres 1941 und dem Verbot der Niederländischen Union im Dezember 1941 wurde die NSB am 13. Dezember 1941 zur einzigen zugelassenen Partei. Arthur Seyß-Inquarts Überlegung, Mussert zum Ministerpräsidenten zu machen, scheiterte am Veto Hitlers. Stattdessen wurde er zum „Führer des niederländischen Volkes“ ernannt, und es wurde ihm die Bildung eines Staatssekretariats erlaubt. Eine realpolitische Macht hatte Mussert aber nicht. Vielmehr verlor die NSB innerhalb der Bevölkerung durch die Verschärfung des Besatzungsklimas an Zuspruch und wurde in die völlige Isolation getrieben. Die Radikalen innerhalb der NSB um den Führer der Nederlandsche SS Henk Feldmeijer bildeten ab September 1943 sogar eigene Milizen, die vollständig mit den Deutschen kollaborierten und den Widerstand bekämpften. Als die alliierten Truppen im September 1944 die Niederlande erreichten, setzten sich viele Mitglieder ins Deutsche Reich ab. Mussert wurde am 7. Mai 1945 in Den Haag festgenommen und ab dem 27. November 1945 vor Gericht gestellt. Die Anklage forderte im Namen der Königin die Todesstrafe, die am 12. Dezember 1945 auch ausgesprochen wurde. Die Berufungskammer bestätigte das Urteil am 20. März 1946. Am 7. Mai 1946 wurde Mussert hingerichtet.

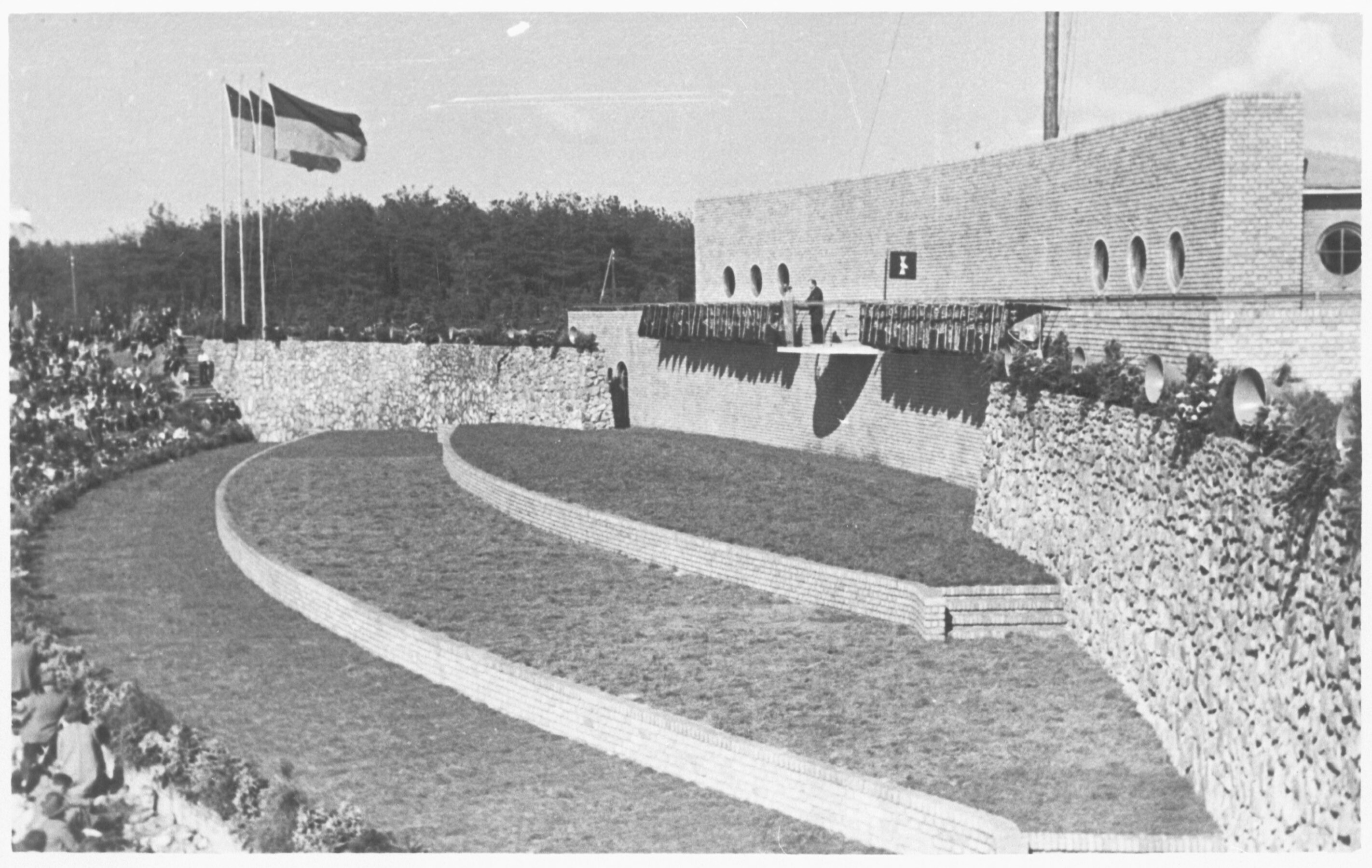
Hagespraak der Bevrijding (Lunteren 1940)
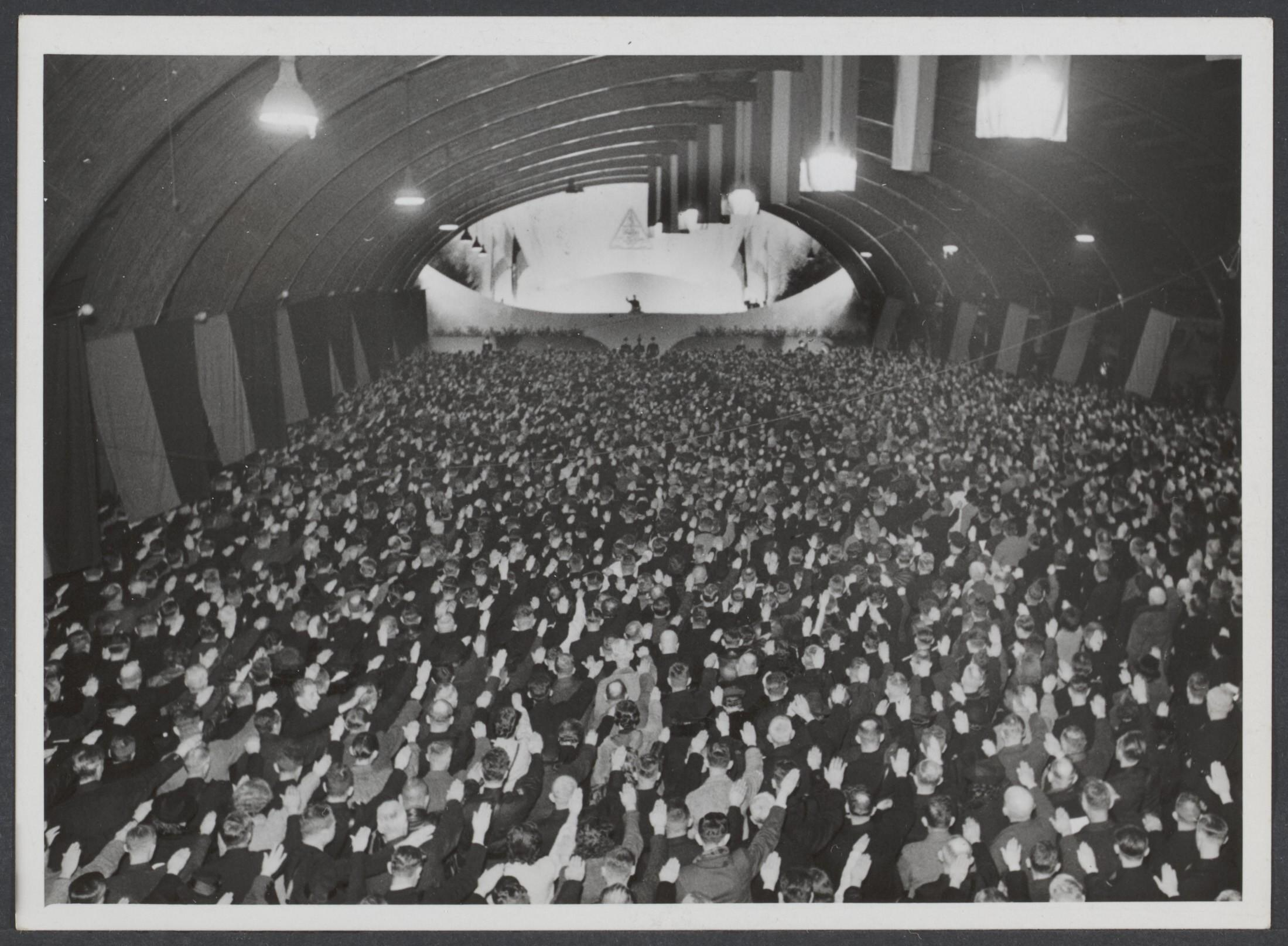
NSB-Parteitag (Utrecht 1941)
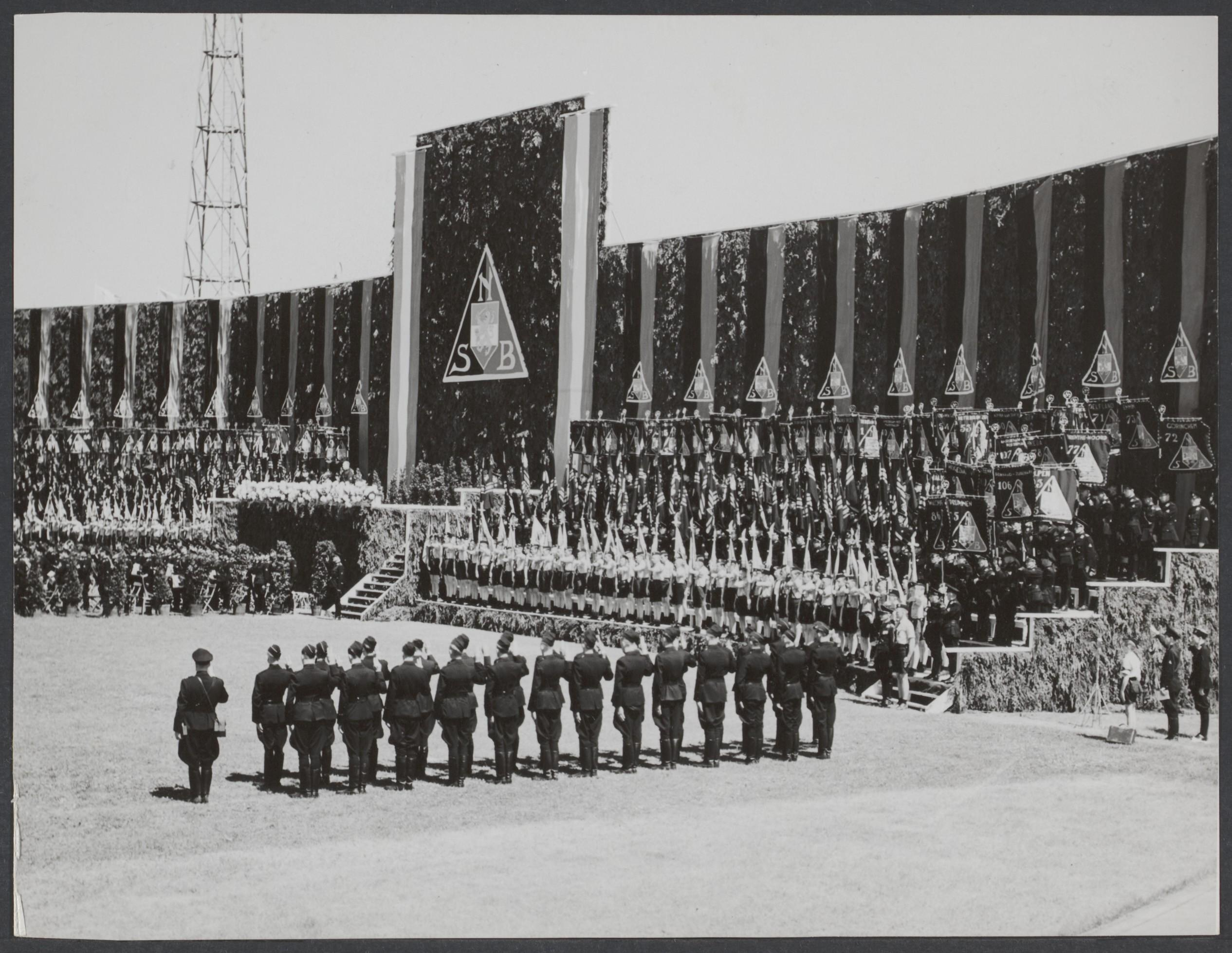
NSB-Parteitag (Den Haag 1941)
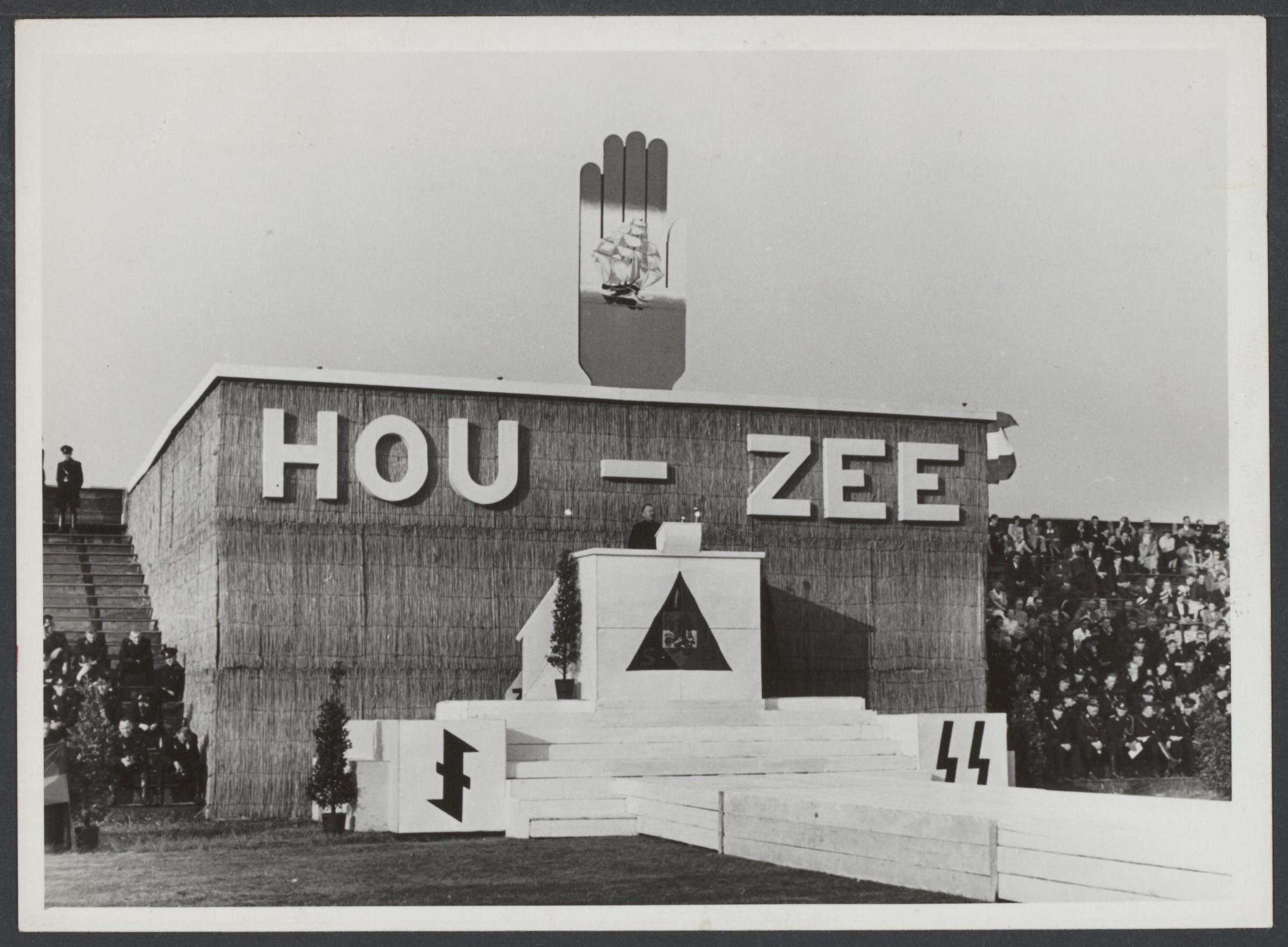
Parteitag (Den Haag 1941)

## Ideologie
Die NSB begann als faschistisch-korporatistische Partei, ähnlich der italienischen Nationalen Faschistischen Partei Mussolinis. Sie forderte eine starke Regierung, strenge Kriminalitätsbekämpfung und einen ausgeprägten gesellschaftlichen Gemeinschaftssinn. Sie stellte die nationalen Interessen sowohl über die Interessen des Einzelnen als auch über die Verzuiling (Versäulung), eine Segmentierung der Gesellschaft nach sozialen Milieus. Die Partei hatte stark antiparlamentarische und autoritäre Züge. Obwohl ihr politisches Programm weitgehend auf dem Parteiprogramm der NSDAP basierte, wurde auf deren antisemitische und völkische Bestandteile verzichtet. Nach 1936, mit dem zunehmenden Einfluss von Meinoud Rost van Tonningen, vollzog sich eine Entwicklung hin zur nationalsozialistischen Rassenideologie. Die Partei sympathisierte auch immer mehr mit der Außenpolitik Italiens und Deutschlands.
Zentrale Forderungen der NSB waren: Abschaffung des allgemeinen Wahlrechts, Korporatismus, Einführung einer allgemeinen Wehrpflicht, Einschränkung der Pressefreiheit und ein gesetzliches Streikverbot. Die Niederlande würden keineswegs Bestandteil, vielmehr ein unabhängiger und loyaler Verbündeter des Deutschen Reiches werden.

## Wählerschaft
Ihren größten Zulauf erhielt die NSB aus dem Mittelstand: Beamte, Landwirte, Geschäftsleute und Soldaten unterstützten die Partei und deren Ziele. Die meisten dieser Leute gehörten zu keiner der großen gesellschaftlichen Gruppen der Verzuiling. Sie waren eher lose und wechselbereite Anhänger der schwächeren allgemeinen „Säule“. Ihre besten Wahlergebnisse erzielte die Partei in den Provinzen Drenthe und Limburg. Eine Hochburg war unter anderem Winterswijk. Die Existenz des deutschen Nationalsozialismus beeinflusste besonders in den östlichen Grenzprovinzen die überdurchschnittlich guten Wahlergebnisse der NSB.

## Organisation

### Organisationsstruktur
Mussert war Vorsitzender und politischer „Führer“ der Partei. Die NSB veranstaltete von 1936 bis 1940 einen Landdag, auf dem Mussert eine politische Rede hielt.

### Parteiorganisationen
Die NSB unterhielt eine Reihe von Unterorganisationen. So wurde im parteieigenen Verlag das Wochenblatt Volk en Vaderland herausgegeben. Zwischen 1931 und 1935 und von 1941 bis 1944 existierte mit dem Weerbaarheidsafdeling (WA) auch ein paramilitärischer Verband, vergleichbar der Sturmabteilung der NSDAP. Des Weiteren gab es noch die Jugendorganisation Jeugdstorm („Jugendsturm“), einen Bauernverband und mit Het Nationale Dagblad eine eigene Tageszeitung.

Standarte der Niederländischen SS

1933 wurden der Parteigruß Hou zee! (analog zu „Heil Hitler“) und neue Anreden eingeführt:
Leider für das Parteioberhaupt Mussert, Kameraad für Männer und der Neologismus Kameraadske für Frauen. Die Parteifarben waren schwarz und rot.
Am 11. September 1940 wurde die Niederländische SS als Abteilung XI der NSB gegründet. Sie geriet immer mehr unter den Einfluss des deutschen Reichssicherheitshauptamtes und war an der Vernichtung der holländischen Juden und der Bewachung der Konzentrationslager in den Niederlanden beteiligt.

### Beziehung zu anderen Parteien
Die NSB wurde von allen anderen Parteien vollständig gemieden, von Kleinparteien wie der Nationaal-Socialistische Nederlandsche Arbeiderspartij und dem Algemeene Nederlandsche Fascisten Bond abgesehen.
Vor dem Kriegsbeginn organisierten die Sozialdemokratische Arbeiterpartei und der sozialdemokratische Gewerkschaftsverband Gegendemonstrationen und Propaganda unter der Dachorganisation „Freiheit, Arbeit und Brot“.